# Bernadette Lafont
Bernadette Lafont (Nîmes, Gard megye, Franciaország, 1938. október 28. – Nîmes, 2013. július 25.) César-díjas francia színpadi és filmszínésznő, a francia új hullám (Nouvelle Vague) jelentős színművésze. Az 1950-es évek végétől 170-nél több mozifilmben és televíziós produkcióban szerepelt.

## Élete

### Származása, tanulmányai
Cévennes-vidéki protestáns családból származott. Apja Roger Lafont, Saint-Geniès-de-Malgoirès-i gyógyszerész, anyja Simone Illaire háziasszony volt. Szülei Nîmes-be költöztek, Bernadette leányuk az 1842-ben alapított nîmes-i régi protestáns kórházban született.
Középiskolai tanulmányait szülővárosában, a nîmes-i leánygimnáziumban végezte (ma: Collège Feuchères). Szenvedélyesen szerette a táncot, elvégezte a nîmes-i operaszínház tánctanfolyamait. Brigitte Bardot első zenés filmjeit nézve ő maga is táncosnői karrierre készült. Szenvedélyes, dél-francia temperamentuma, az operaházi tánctanfolyamok hajlékony, kiváló táncossá tették. 16 éves korában letette a kisérettségit.

### Pályafutása
Táncosnőként kezdte pályáját. Az 1950-es évek közepén a francia új hullám (Nouvelle Vague) felfedezték. François Truffaut és Claude Chabrol több filmjében szerepelt. 
1957-ben első férjével, Gérard Blain színésszel együtt szerepelt Truffaut Kölykök (Les mistons) című filmjében, amelyet Lafont szülővárosában, Nîmes-ben forgattak, kevés pénzből.
A francia új hullám filmjeinek kiemelkedő, szinte jelkép értékű szereplője lett. 1958-ban Chabrol A szép Serge (Le beau Serge) filmjében Lafont ismét első férjével együtt játszott, majd az 1960-as Nőcskék (Les bonnes femmes) című Chabrol-filmben megmutatta szenvedélyes és szexi természetét. Ezt a ellenállhatatlanul vonzó, lendületes temperamentumot vitte magával Chabrol többi filmjében is, az 1961-es Les godelureaux-ban (kb. „Piperkőcök”), és jóval később, az 1986-os Lavardin felügyelő (Inspecteur Lavardin) felügyelő női főszerepében is. Fékezhetetlen, lázadó, a férfiakat ujja köré csavaró szerepeinek sikere nyomán Lafont-ra ráragasztották a „falusi vámpír” (vamp villageoise) gúnynevet. Karakterét maga Truffaut a svájci Michel Simon által alakított szélhámos csibészek női megfelelőjének tartotta, egyfajta „női mumusnak” (voyou femelle), aki el tudja hitetni magáról, hogy igazán ismeri a való életet, viharzó érzelmei irányítják, emellett erőteljes bűnözői energiát képes magából és másokból felszabadítani. Chabrol vele forgatta az 1972-es Egy olyan szép lány, mint én (Une belle fille comme moi) című bűnügyi filmvígjátékát, ahol Lafont hasonló, elsöprően anarchisztikus jellemet formált meg. Legjobb szerepeiben fékezhetetlen, kalandvágyó, lázadó nőket alakított, gátlástalan érzékiséggel. A jólnevelt, polgárasszonyok szerepe távol állt természetes mentalitásától, vidáman előadott elvetemültésge feje tetejére állította a polgári illemszabályokat.
Az 1970-es évektől több rendezővel is dolgozott, így Nelly Kaplannal (A kalóz menyasszonya), Jacques Rivette-tel (Out 1), Nadine Trintignant-nal (Défense de savoir) és Luc Béraud-val (La tortue sur le dos), 1984-ben Just Jaeckin rendező Gwendoline c. romantikus komédiájában, az 1990-es években Marion Vernoux-val is (Personne ne m’aime). Szabó László újhullámos színész-rendező két filmjében szerepelt, Az ördög fehér kesztyűje című 1975-ös vidám film noirban, melyről maga Truffaut is elismerő kritikát írt, valamint a Zig Zig című romantikus vígjátékban, ahol a rendező kontrasztba állította a két női főszereplőt, az újhullámosok imádott antisztárját, Lafont-t és a konszolidált, hűvös szőke Catherine Deneuve-öt.
Főszerepet játszott Jean Eustache rendező 1973-as botrányfilmjében, A mama és a kurvá-ban, melyet a cannes-i fesztiválon mutattak be, itt először felháborodást és zajos tiltakozást váltott ki. A szakmai zsüri azonban váratlanul a filmnek ítélte a Zsűri díját. A film, amely egy munkakerülő fiatalember (Jean-Pierre Léaud) gátlástalan és változatos szerelmi ügyeit tárgyalja több különböző helyzetű nővel (Lafont, Françoise Lebrun, Isabelle Weingarten), hamarosan kultuszfilmmé vált, bár erkölcsi nihilizmusa bírálatokat és vitákat gerjeszt.
1986-ban Lafont elnyerte a legjobb női mellékszereplőnek járó César-díjat Claude Miller rendező 1985-ös filmjében, A csitriben (L’effrontée) nyújtott alakításáért. Chabrol Maszkok (Masques) című fekete komédiájában mutatott teljesítményéért 1987-ben ismét jelölték ugyanerre a díjra. 2003-ban színművészi életművéért a César-életműdíjjal tüntették ki. 2009-ben a francia Becsületrend tiszti osztályát adományozták neki.

### Magánélete, halála
1957–1959 között Gérard Blain (1930–2000) francia színésszel élt házasságban, aki 1956-ban az ő kedvéért vált el előző feleségétől, az Estella Blain (1930–1982) művésznéven szereplő Micheline Estellat színésznő-énekesnőtől. 1959-ben elváltak.
1959. szeptember 13-án a Gard megyei Saint-André-de-Valborgne-ban feleségül ment Medveczky György Lajos (Diourka Medveczky) magyar származású szobrászhoz és filmrendezőhöz, aki 1948-óta élt Franciaországban. E házasságból három gyermekük született, Élisabeth (1960), David (1961) és Pauline (1963-1988). A két leány felvette anyjuk vezetéknevét és színésznő lett. Pauline 1988-ben a Cévennes hegységben túrázva lezuhant és életét vesztette. A család birtokán, Saint-André-de-Valborgne-ban temették el.
1978-ban (majd 1990-ben) Lafont kiadta önéletrajzát La fiancée du cinéma (A mozi menyasszonya) címmel.
2004-ben egy díjnyertes, nemesített rózsafajtának a Bernadette Lafont nevet adták.
Bernadette Lafont 2013. július 25-én, 74 évesen hunyt el szülővárosában, Nîmes-ben. Saint-André-de-Valborgne-ban, a család birtokán, leánya mellé temették. François Hollande köztársasági elnök közleményben nyilvánította részvétét a családnak.

## Főbb filmszerepei
- 2013: Ciboulette; tévéfilm; Madame Pingret halaskofa
- 2013: Le tourbillon de Jeanne; tévésorozat; Monique
- 2013: Attila Marcel; Annie nagynéni
- 2012: Paulette; Paulette
- 2012: Parle tout bas, si c’est d’amour; tévéfilm; Maryse
- 2011: Francia hétvége (Le Skylab); Mamie Amandine
- 2011: Le bon samaritain; tévéfilm; Amandine Moustelle
- 2010: La femme du boulanger; tévéfilm; Céleste (Marcel Pagnol regényéből)
- 2010: Egy macska kettős élete (Une vie de chat); animációs film; Claudine hangja
- 2010: Au bas de l’échelle; tévéfilm; Annie Morvanec
- 2010: Paul et ses femmes; tévéfilm; Solange (rend. Élisabeth Rappeneau)
- 2010: La très excellente et divertissante histoire de François Rabelais; tévéfilm; Amandine
- 2009: Pas de toit sans moi; tévéfilm; Madeleine
- 2009: Bazar; Gabrielle Mathey
- 2009: Az első csillagos (La première étoile);  Madame Morgeot
- 2008: Ma soeur est moi; tévéfilm; Marie-Hélène
- 2008: Barátaim, szerelmeim (Mes amis, mes amours); Yvonne
- 2008: Érettségi buktatókkal (Nos 18 ans); Adèle
- 2007: Les diablesses; tévéfilm; a felnőtt Sylvie / narrátor
- 2007: Tört angolsággal (Broken English); Madame Grenelle
- 2006: Igen, akarom? (Prête-moi ta main); Geneviève Costa
- 2006: Les petites vacances; Danièle
- 2006: Le livre des morts de Belleville; az anya
- 2005: L’enfant de personne; tévé-minisorozat; Jeanne
- 2005: Si j'avais des millions; tévésorozat; David anyja
- 2004: La classe du brevet; tévéfilm; Madame Achille
- 2003: Zsaroló zsaruk 3. (Ripoux 3); Carmen
- 2002: Les petites couleurs; Mona
- 2002: Les amants du Nil; Sophie Frendo
- 1998–2001: Chercheur d’héritiers; tévésorozat; Solange
- 2000: La part de l’ombre; tévéfilm; rendőrbiztos
- 2000: Vent de colère; tévéfilm; Madame Buton
- 2000: Un possible amour; Jacques anyja
- 1999: Hideg is, meleg is (Recto/Verso); Yolande
- 1999: Rien sur Robert; Madame Sauvage
- 1998: Bébés boum; tévéfilm; Mamina
- 1997: Opération Bugs Bunny; tévéfilm; a Télapó házvezetőnője
- 1997: L’amour à l’ombre; tévéfilm; Suzanne
- 1997: Nous sommes tous encore ici; Socrate
- 1997: Love in Ambush; tévéfilm; Madeleine Carver
- 1997: Généalogies d’un crime; Esther
- 1996: La ferme du crocodile; tévéfilm; Danièle Ceylan
- 1996: Rainbow pour Rimbaud; az anya
- 1995: Terrain glissant; tévéfilm; Sabine
- 1995: Zadoc et le bonheur; Zachie
- 1994: Maigret; tévésorozat; Maigret se trompe c. rész; Désirée Brault
- 1994: Personne ne m’aime; Annie
- 1992: Fou de foot; tévéfilm; Solange
- 1992: Eladó város (Ville à vendre); Claire Deraing rendőrfelügyelő
- 1991: Dingó (Dingo), Angie Cross
- 1991: Sisi und der Kaiserkuß; Von Wrangel bárónő
- 1991: Cherokee; Madame Benedetti
- 1990: V mint vérbosszú (V comme vengeance); tévésorozat; Hélène Brunel
- 1990: Bumm, bumm (Boom Boom); Alexandra
- 1988: Nők a börtönben (Prisonnières); Nelly Roux
- 1988: A gyönyör évadjai (Les saisons du plaisir); Jeanne
- 1987: Bársony talpakon (Pattes de velours); tévéfilm; Jacinthe
- 1987: Maszkok (Masques); a masszőz (rend. Claude Chabrol)
- 1987: Waiting for the Moon; Fernande Olivier
- 1986: Lavardin felügyelő (Inspecteur Lavardin); Hélène Mons
- 1985: A csitri (L’effrontée); Léone (rend. Claude Miller)
- 1985: Le pactole; anyós
- 1984: Les malheurs de Malou; tévéfilm; Malou Mulet
- 1984: Gwendoline; királynő (rend. Just Jaeckin)
- 1984: Hajtóvadászat kánikulában (Canicule); Ségolène
- 1983: Un bon petit diable; Betty
- 1983: La bête noire; Antonia, Boissieu ex-felesége
- 1983: Les beaux quartiers; tévéfilm; Thérèse Respelière
- 1983: Cap Canaille; Mireille Kebadjan
- 1982: On n’est pas sorti de l’auberge; Geneviève
- 1981: Si ma gueule vous plaît…; Denise Lemoine házmesterné
- 1980: Une merveilleuse journée; patikusnő
- 1980: Certaines nouvelles; Mayette
- 1980: A lator (Il ladrone); Appula
- 1980: Visszatérés (Retour en force); Térésa
- 1979: Qu’il est joli garçon l’assassin de papa; Chimène
- 1979: Nous maigrirons ensemble; Corinne
- 1979: La frisée aux lardons; Micheline
- 1978: La tortue sur le dos; Camille
- 1978: Chaussette surprise; Bernadette
- 1978: Strauberg ist da; Anne
- 1976: Északi szél (Noroît / Une vengeance); Giulia
- 1976: Le trouble-fesses; Dany Lajoux
- 1976: Programozott áldozatok (L’ordinateur des pompes funèbres); Louise Delouette
- 1975: La porte du large; tévéfilm; Dominique
- 1975: Un divorce heureux; Jacqueline ápolónő
- 1975: Zig Zig; Pauline (rend. Szabó László)
- 1974: Une baleine qui avait mal aux dents; Bernadette
- 1974: Permettete signora che ami vostra figlia?; Sandra Pensotti
- 1973: L’histoire très bonne et très joyeuse de Colinot Trousse-Chemise; Rosemonde
- 1973: Défense de savoir; Simone
- 1973: A mama és a kurva (La maman et la putain); Marie
- 1973: Az ördög fehér kesztyüje (Les gants blancs du diable); Bernadette (rend. Szabó László)
- 1972: Out 1: Spectre; Sarah
- 1972: Rablás nöi módra (Trop jolies pour être honnêtes); Bernadette
- 1972: Egy olyan szép lány, mint én (Une belle fille comme moi); Camille Bliss
- 1972: What a Flash!; önmaga
- 1972: A tojás (L’oeuf); Rose
- 1971: Out 1, noli me tangere; Sarah
- 1971: Catch Me a Spy; Simone
- 1971: La ville-bidon; Fiona
- 1971: Valparaiso, Valparaiso; Edwarda
- 1971: Les stances à Sophie; Céline
- 1970: Caïn de nulle part; leány
- 1970: Sex-Power; Salomé
- 1970: Élise ou la vraie vie; Anna
- 1970: Piège; első tolvajnő
- 1969: L’amour c'est gai, l'amour c’est triste; Marie
- 1969: Je, tu, elles…; hippi-lány (rend. Földes Péter Mihály)
- 1969: A kalóz menyasszonya (La fiancée du pirate); Marie (rend. Nelly Kaplan)
- 1969: Le voleur de crimes; Taillade kisasszony
- 1969: Paul; Marianne   --- rendező-férj Diourka Medveczky
- 1968: Le révélateur; a fiú anyja
- 1968: Falak; Marie (rendező Kovács András
- 1967: Marie et le curé; Marie (rendező Diourka Medveczky)
- 1967: Lamiel; Pauline, a szobacica
- 1967: Egy bolond Párizsban (Un idiot à Paris); Berthe Patouilloux
- 1967: A párizsi tolvaj (Le voleur);  Marguerite, a furfangos szobalány
- 1965: Sylvérie ou les fonds hollandais; tévéfilm; Sylvérie
- 1965: Ahol az öröm tanyázik (Un grand seigneur: Les bons vivants); Sophie
- 1965: A tökéletes bűntény (Compartiment tueurs); Georgette húga
- 1960: Pleins feux sur Stanislas; Rosine
- 1964: Le Petit Nicolas / Tous les enfants du monde; rövidfilm; Nicolas anyja (rend Elem Klimov)
- 1964: Férfivadászat (La chasse à l’homme); Flora
- 1963: Hölgyeké az elsőbbség (Les femmes d’abord); Miss Jujube
- 1962: Un clair de lune à Maubeuge; Charlotte
- 1962: A Sátán megnyitja a bált (Et Satan conduit le bal); Isabelle
- 1962: Jusqu’à plus soif; Solange
- 1961: Me faire ça à moi; Anna
- 1961: Les godelureaux; Ambroisine
- 1960: Les mordus; Mado
- 1960: Nőcskék (Les bonnes femmes); Jane (rend. Claude Chabrol)
- 1960: L’eau à la bouche; Prudence
- 1959: Kettős küldetésben (À double tour); Julie szobalány (rend. Claude Chabrol)
- 1958: A szép Serge (Le beau Serge); Marie (rend. Claude Chabrol)
- 1958: La Tour színrelép (La Tour, prends garde!); névtelen leány
- 1957: Kölykök (Les mistons); rövidfilm; Bernadette Jouve (rend. François Truffaut)
- 1955: L’avatar botanique de Mlle Flora; rövidfilm; Flora kisasszony

## Kitüntetései, díjai
- 1995: Ordre des Arts et des Lettres (parancsnoki fokozat)[25]
- 1999: a Becsületrend lovagja, 2009: a Becsületrend tiszti osztálya[26]
- 2004: Ordre National du Mérite (tiszti fokozat)[27]

## Művei
- Bernadette Lafont, Alain Lacombe. La fiancée du cinéma (francia nyelven). Olivier Orban (1978, 1999). ISBN 978-2855650722
- Bernadette Lafont. Mes enfants de la balle : Élisabeth, Pauline et David, avec la collaboration de Pascale Duval (francia nyelven). Paris: Éditions Michel Lafon (1988). ISBN 978-2-86804-572-0
- Bernadette Lafont. Le roman de ma vie (francia nyelven). Paris: Flammarion (1998). ISBN 978-2080673787